# Titano (romanzo)
Titano (Titan) è un romanzo di fantascienza del 1979 dello scrittore statunitense John Varley, primo libro della sua trilogia di Titano (Gaea trilogy). Ha vinto il premio Locus per il miglior romanzo di fantascienza nel 1980 ed è stato candidato al premio Nebula per il miglior romanzo nel 1979 e al premio Hugo per il miglior romanzo nel 1980.
I seguiti sono costituiti dai romanzi Nel segno di Titano (Wizard, 1980) e Demon (1984).

## Trama
Nel 2025 una spedizione scientifica al pianeta Saturno, a bordo della nave Ringmaster, scopre uno strano satellite nei pressi di Titano. Comandante della nave è Cirocco Jones, una donna di carriera della NASA, coadiuvata dall'astronoma Gaby Plauget, dai fisici cloni gemelli April e August Polo, dal pilota Eugene Springfield, dal medico Calvin Greene e dall'ingegnere Bill (il cui cognome non è mai riportato).
Mentre raggiungono il satellite, si rendono conto che esso è un enorme toro cavo, un habitat del tipo toro di Stanford. Prima che possano segnalare questa scoperta alla Terra, la nave rimane imbrigliata in cavi provenienti dall'oggetto. L'equipaggio cade in uno stato di incoscienza per poi svegliarsi dentro l'habitat. Inizialmente separate, Cirroco e Gaby si ritrovano e viaggiano assieme alla ricerca del resto dell'equipaggio attraverso il mondo dentro il toro, popolato di strane forma di vita.
Ritrovano Calvin che vive come compagno di un dirigibile, una forma di vita intelligente costituita da un pallone di gas di un chilometro di lunghezza, uno dei tanti che fluttuano sempre nell'aria all'interno dell'habitat. Calvin può parlare con il dirigibile e capire le sue risposte, che consistono di fischi. Il nome del suo dirigibile è Finefischio, in termini umani. Calvin aiuta Gaby e Cirocco trovare gli altri membri dell'equipaggio (tranne April), per decidere infine di lasciare i suoi compagni umani e vivere con il dirigibile in permanenza.
I restanti compagni incontrano i titanidi, strani esseri simili a centauri mitologici che parlano un linguaggio basato sulla musica. Cirocco scopre di avere la capacità di parlare la loro lingua. I titanidi sono in un perpetuo stato di guerra con gli Angeli, creature umanoidi simili a uccelli. Combattono a causa di un impulso che si verifica quando sono vicini l'uno all'altro, ma sanno perché provano tale impulso.
Gli umani imparano dai titanidi che esiste un'intelligenza di controllo dell'habitat, di nome Gea, che vive 600 chilometri sopra di loro, nel centro del toro, e che essi ritengono una dea. Cirocco, Gaby e Gene decidono di salire verso questo luogo utilizzando i cavi di sostegno che mantengono integra la struttura contro la forza centrifuga. Durante il viaggio, il comportamento di Gene diventa sempre più strano e imprevedibile. Gene tenta di uccidere Gaby e quindi stupra Cirocco. Crede di avere ucciso Gaby mentre dà la caccia a Cirocco, ma Gaby non è morta e infine gli taglia un orecchio con un'ascia. Dopo che ha perso i sensi, Gaby gli distrugge il volto. Le due donne si sbarazzano di lui e decidono di procedere. Mesi di arrampicata le portano in alto in uno dei raggi della grande ruota. Qui ritrovano April, che è stata trasformata in un Angelo. Come gli altri angeli, è divenuta solitaria per natura e riesce a fatica a sopportare la vicinanza delle sue vecchie compagne.
Raggiungendo infine il mozzo, le due compagne incontrano Gea, la divinità dell'habitat, che si presenta come una donna dimessa di mezza età. Gea spiega loro che il suo corpo, la grande ruota, è molto vecchio e che alcune delle intelligenze delle regioni intorno al bordo si sono ribellate contro il centro. È stata, infatti, una di queste intelligenze locali ad avere catturato la Ringmaster e alterato i membri del suo equipaggio mentre erano incoscienti. Gea li aveva liberati e, incapace di farli tornare alla loro condizione normale, li aveva posti dove riteneva che sarebbero stati felici. Gea fa un'offerta a Cirocco: in cambio di una lunga vita e di abilità insolite, lei diventerà l'agente di Gea nel mondo della Ruota, la sua maga. Cirocco accetta, a condizione che cessi la guerra tra titanidi e angeli.
La personalità di Gea è quella di una maniaca del cinema. È stata a guardare per molto tempo i segnali televisivi provenienti dalla Terra ed è ossessionata dai film, soprattutto quelli dell'epoca d'oro di Hollywood. La guerra titanidi-Angeli è stata il risultato del suo avere visto film di guerra, rendendosi conto che l'umanità inevitabilmente le avrebbe dichiarato guerra: il conflitto è per lei un modo di fare pratica.

## Riconoscimenti
- Candidatura al premio Nebula, 1979[2]
- Vincitore premio Locus, 1980[1]
- Candidatura al premio Hugo, 1980[1]

## Edizioni
- John Varley, Titan, 1979.
- John Varley, Titano, traduzione di Vittorio Curtoni, Urania 839, Arnoldo Mondadori Editore, 1980.
- John Varley, Titano, traduzione di Vittorio Curtoni, Classici Urania 125, Arnoldo Mondadori Editore, 1987.
- John Varley, Titano, traduzione di Vittorio Curtoni, Urania Collezione 107, Arnoldo Mondadori Editore, 2011.